# Helmond
Helmond ( udtale ?; Helmondsk: Héllimond) er en kommune og en by i den sydlige provins Noord-Brabant i Nederlandene.
- Helmond Slot
- Onze Lieve Vrouwe Kerk
- Kommune Museum Helmond
- Sint-Lambertuskerk